# Kate Fischer
Katherine Helen "Kate" Fischer (Adelaida, 30 de noviembre de 1973) conocida por su nombre legal actual Tziporah Malkah bat Israel, es una cuidadora de ancianos australiana y actriz de realities, así como exmodelo y actriz.

## Biografía y carrera artística

### Primeros años
Kate Fischer nació el 30 de noviembre de 1973 en Adelaida (Australia Meridional), hija de la política Pru Goward y el profesor universitario Alastair Fischer. Sus hermanas se llaman Penique Fischer y Alice Barnett. Asistió a la Canberra Girls Grammar School antes de ir al Narrabundah College.

### Carrera

#### Modelo
En 1988, a la edad de 14 años, Fischer ganó un concurso para salir en la portada de la revista Dolly y fue promocionada como la nueva Elle Macpherson. A principios de los años 90, era ya una modelo famosa en Sídney. Fischer apareció cuatro veces en la portada de Vogue Australia así como en las revistas GQ, Black+White y Elle. Entre 2005 y 2006, Fischer fue el rostro de los centros comerciales AMP en Australia.

#### Película y televisión
En 1993, Fischer se embarcó en una carrera como actriz y consiguió un papel en la película australiana Sirens, actuando junto a Elle Macpherson, Portia de Rossi, Sam Neill y Hugh Grant como una de las tres modelos del pintor Norman Lindsay. En 1995, Fischer fue contratada para un papel en una serie del canal Network 10 TV llamada Echo Point que estuvo en antena durante 6 meses. A mediados de los años 90, apareció en varios de los especiales cómicos de Elle McFeast (Libbi Gorr) en ABC TV tales como Breasts (1996) y The Whitlam Dismissal (1996).
Durante dos años (1996–1997), Fischer fue la presentadora del programa de Looney Tunes What's Up Doc? en Nine Network. En 1997, apareció en la película australiana Dust Off the Wings, un drama ambientado dentro del mundo del surf en Sídney, y en el año 2000 protagonizó la película de terror Blood Surf filmada en Sudáfrica
Fischer interpretó el papel de una chica ciega seducida por un cómico en apuros en la película cómica australiana The Real Thing (2000) y tuvo un pequeño papel como agente de la CIA en la película de Steven Seagal The Foreigner (2003) filmada en Polonia. En 2002, Fischer apareció en tres episodios de una serie dramática sobre médicos en el Canal 7 llamada All Saints.
En 2005, Fischer reapareció en Celebrity Overhaul en Nine Network, programa en el que las celebridades intentan recuperar su forma física a través de una dieta saludable y ejercicio.
En mayo de 2006, Fischer apareció como jurado invitado en el programa de SBS Song For The Socceroos y como concursante en el programa de Seven Network TVIt Takes Two. Ese mismo año, también hizo una aparición especial en los primeros episodios de The Chaser's War on Everything en ABC TV.
A finales de 2006, comienza a presentar una programa de clips que no dura demasiado llamado Top 40 Celebrity Countdown en Seven Network, un programa rival del programa de Nine Network 20 to 1.
En 2007, graba un corto cómico, Supermodel Hotdog, que se emite en YouTube. El sketch, grabado en su apartamento de Los Ángeles, es una sátira de su imagen pública como celebridad y como aspirante a estrella de cine.
En enero de 2017, se anunció que Fischer sería la concursante número 12 en entrar a la jungla en la versión australiana deI'm a Celebrity...Get Me Out Of Here.